# Precis
Precis is een geslacht van vlinders uit de familie van de Nymphalidae, onderfamilie Nymphalinae. De soorten in dit geslacht komen in het Afrotropisch gebied voor.

## Soorten
- Precis actia Distant, 1880
- Precis andremiaja Boisduval, 1833
- Precis antilope (Feisthamel, 1850)
- Precis archesia (Cramer, [1779])
- Precis ceryne (Boisduval, 1847)
- Precis coelestina Dewitz, 1879
- Precis cuama (Hewitson, 1864)
- Precis eurodoce (Westwood, 1850)
- Precis frobeniusi Strand, 1909
- Precis koivoguii Sáfián, Florczyk & Takano, 2023
- Precis larseni Mendes et al., 2018
- Precis limnoria (Klug, 1845)
- Precis milonia C. & R. Felder, [1867]
- Precis octavia (Cramer, [1777])
- Precis pelarga (Fabricius, 1775)
- Precis rauana (Grose-Smith, 1898)
- Precis silvicola Schultze, 1920
- Precis sinuata Plötz, 1880
- Precis tugela Trimen, 1879